# توبورنيكا
توبورنيكا بالاتنينة (thuburnica)موقع اثري تونسي يقع في ولاية جندوبة وتحديدا في معتمدية غار الدماء على بعد 35كم من شمال شرق مدينة جندوبة و 10كم من موقع شمتو الاثري قرب المكان الذي يسمى حاليا القلعة غير بعيد عن الوليان الصالحان سيدي علي و سيدي بلقاسم
الموقع على الطريق الرابط بين قرطاج و هيبون(عنابة) هذا ويحتوي الموقع على نقائش بونية و نوميدية واغريقية و لاتينية
وجدها علاماء الاثار الذين زاروا الموقع مثل لوي كارتون(louis carton) الذي زار الموقع مطلع القرن العشرين وقد وجد بالموقع معبد لبعل حمون خرب اثناء انتشار المسيحية في العهد الروماني كما يحتوي الموقع على جسر روماني في حالة جيدة
هذا وتجدر الإشارة إلى ووجود ثكنة عسكرية فوق الموقع لذلك يمنع التقات الصور